# Prokop Drtina
Prokop Drtina (13. dubna 1900 Praha – 16. října 1980 Praha) byl český právník a politik. Před druhou světovou válkou byl tajemníkem prezidenta Edvarda Beneše a během ní působil jako jeho blízký spolupracovník a pod pseudonymem Pavel Svatý také jako komentátor českého vysílání londýnského rozhlasu. Po válce se stal ministrem spravedlnosti a byl jedním z demokratických ministrů, kteří v únoru 1948 podali demisi. Jako významný obhájce demokratického zřízení byl po tomto komunistickém puči perzekvován a vězněn. Podpořil Chartu 77.

## Život

### Do druhé světové války
Narodil se v rodině univerzitního profesora Františka Drtiny. Byl členem a vedoucím Dvojky, pražského skautského oddílu. Po maturitě na smíchovském reálném gymnáziu vystudoval v letech 1919–1923 Právnickou fakultu Univerzity Karlovy v Praze a poté nastoupil na místo úředníka české finanční prokuratury. Ve dvacátých letech byl činný ve studentském hnutí a v letech 1925–1928 působil jako předseda studentstva Národní strany práce. V letech 1926–1938 byl předsedou klubu Přítomnost, který založil společně s Jaroslavem Drábkem. V roce 1929 místo úředníka české finanční prokuratury opustil a začal pracovat v Kanceláři presidenta republiky. V roce 1936 se stal osobním tajemníkem prezidenta Edvarda Beneše.
Po okupaci v roce 1939 se stal členem odbojové organizace Politické ústředí, 26. prosince 1939 ilegálně emigroval do zahraničí. Během války působil jako politický referent a spolupracovník prezidenta Edvarda Beneše a jako komentátor českého vysílání londýnského rozhlasu. Aby neriskoval perzekuci svých blízkých na území nacistické říše, používal pseudonym Pavel Svatý. V letech 1944–1945 byl členem československé vládní delegace pro osvobozené území a v říjnu 1944 s ní působil na území Slovenska obsazeném povstalci.

### Po druhé světové válce

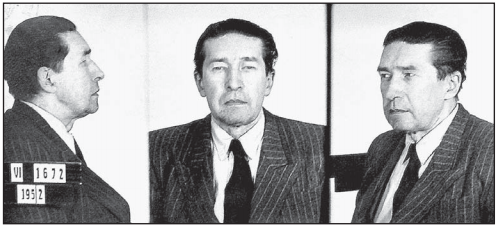
Fotografie z vyšetřovacího spisu Prokopa Drtiny (1952)

Po válce byl členem předsednictva Československé strany národně socialistické a poslancem Prozatímního Národního shromáždění a Ústavodárného Národního shromáždění. Od listopadu 1945 do února 1948 byl ministrem spravedlnosti. V tomto období se snažil hájit nezávislost justice proti snahám komunistické strany ovládnout ji a upotřebit pro své revoluční cíle.[zdroj?] Jeho snahy se v tomto směru střetávaly se smíšenými úspěchy, navíc i on sám se snažil justici občas využít pro stranické cíle.[zdroj?] Dosti kontroverzně jsou vnímány jeho radikální postoje ve věcech vyrovnání se s „okupanty, zrádci a kolaboranty“.[zdroj?]
V roce 1947 byl jedním ze tří ministrů (vedle Petra Zenkla a Jana Masaryka), kterým byly poštou doručeny krabičky s výbušninou. Prokop Drtina jako ministr spravedlnosti požadoval vyšetření celého případu. Komunistická policie nebyla schopna nic vyšetřit (údajně se ani nepokusila sejmout otisky prstů z krabiček), zatímco státní zastupitelství v Olomouci zjistilo, že za případem stojí představitelé komunistické strany. Tento případ je známý jako Krčmaňská aféra a souvisí s pozdějšími únorovými událostmi.
Spolu s ostatními demokratickými ministry podal 20. února 1948 demisi (viz Únor 1948). Tři dny po komunistickém puči se 28. února 1948 pokusil o sebevraždu skokem z okna, resp. balkonu. S těžkými zraněními byl přepraven do Fakultní nemocnice Bulovka. Od března 1948 byl ve vyšetřovací vazbě a v prosinci 1953 byl na základě vykonstruovaných obvinění odsouzen k 15 letům vězení.
V roce 1960 byl propuštěn díky amnestii a v roce 1969 byl plně rehabilitován, v roce 1971 byla však jeho rehabilitace revokována.
Tři roky před svojí smrtí ještě stihl podpořit Chartu 77, nestal se však jejím signatářem.[zdroj?] Prohlášení Charty 77 signoval v bytě otce Václava Havla. S publikací svého podpisu nesouhlasil, protože se obával, aby jeho účastí jako „reakčního politika“ nebyla Charta 77 kompromitována. Jeho postoj byl předvídavý, režimní propaganda se skutečně následně snažila o jeho dehonestaci. Při vyšetřování signatářů Charty 77 Prokop Drtina svůj podpis nezapřel, naopak se podle dochované výpovědi z 19. ledna 1977 k němu hrdě hlásil. Výslech se přitom uskutečnil již několik dnů po zatčení Václava Havla, Jiřího Lederera, Oty Ornesta a Františka Pavlíčka, kteří odeslali rukopis jeho pamětí Československo můj osud do zahraničí.
Zemřel roku 1980 v Praze. Byl zpopelněn, popel byl pak rozptýlen na Olšanských hřbitovech, kde se nachází též hrob jeho rodičů.

### Rodinný život
V červnu 1930 se oženil s Lídou Stockovou–Burianovou.

## Dílo
- A nyní promluví Pavel Svatý: londýnské rozhlasové epištoly z let 1940-1945. Praha: Vladimír Žikeš, 1945. 453 s.
- Československo můj osud Svazek I. Melantrich - 1991, ISBN 8070231025. 479 s.
- Československo můj osud: Svazek I. / Kniha 2 - Melantrich - 1991. 251 s.
- Československo můj osud Svazek II Melantrich - 1991 ISBN 8070231149. 253 s.
- Československo můj osud: Svazek II. / Kniha 2 - Melantrich - 1992. 461 s.